# Lira (Kalwos)
Lira (gr Λύρα) – zbiór ód romantycznego greckiego poety Andreasa Kalwosa, opublikowany w 1824 w Genewie. Cykl składa się z Prologu i dziesięciu części zatytułowanych kolejno Wierny Ojczyźnie, Do Chwały, Do Śmierci, Na Święty Zastęp, Do Muz, Na Chios, Na Pargę, Na Agarenów, Do Wolności i Ocean. Liryki Kalwosa charakteryzują się urozmaiconą metryką. Utwór został przełożony na język polski i zamieszczony w trzecim tomie serii Arcydzieła Literatury Nowogreckiej pod redakcją Małgorzaty Borowskiej. Poszczególne ody tłumaczyli Małgorzata Borowska, Karolina Berezowska, Justyna Jezior, Katarzyna Kosim, Paweł Krupka, Jacek Raszewski i Filip Taranienko.